# 人力直升機
人力直升機是指僅由一人或者數人來為直升機飛行提供動力，通常在設計上會參考人力飛行器的作法並且多採用腳踏車踏板的方式提供動力。但是由於人力直升機必須同時考慮到動力對重量比以及維持直升機旋翼飛行時的效率，這使得實際上人力直升機在設計上相較於其他人力運輸更為困難。而實際上當前所研製的人力直升機仍然處在實驗原型階段，而並沒有能夠直接實際應用的產品出現。對此絕大部分設計者多以超輕型的骨架設計以及高單位功率重量的空氣力學結構來嘗試克服人力直升機的飛行問題，其中後者包括高效率的動力應用以及如何使極輕的旋翼產生之阻力小於升力，例如馬里蘭大學學院市分校詹姆斯·克拉克工程學院畢業學生所設計的人力直升機便藉由泡沫材料、碳纖維和其他輕質材料使得整個直升機僅重達95公斤。
而為了促進人力直升機的開發了而使得美國直升機學會於1980年時設立了伊戈爾·西科爾斯基人力直升機比賽，其中比賽所提供的獎金最低標準為在僅以人力發動飛行器的前提下，在10公尺乘以10公尺的區域內將人力直升機飛行至3公尺高處並且維持60秒之久。其中包括加州理工州立大學設計出的雙人人力直升機達文西3號（Vinci III）在1989年12月10日時便創下了持續飛行7.1秒以及最高高度20公分的紀錄，而日本航空學生集團（Nihon Aero Student Group）所研發的百合1號（Yuri I）則是在1994年時達成了離地20公分並持續飛行19.46秒的紀錄。之後許多學生團體以及公司企業陸陸續續參與了這項比賽，但是在比賽開始以後儘管已經設計出20多款人力直升機，但是僅有5款能夠真正地離地飛行。不過在2013年6月13日時，由多倫多大學畢業生以及就讀學生聯合創辦的AeroVelo公司所研製的亞特拉斯（Atlas）直升機，成功在在離地3.3公尺處持續飛行64秒之久，也從而贏得了伊戈爾·西科爾斯基人力直升機比賽提供的獎金。

## 外部連結
- （英文） Human Powered Helicopter （页面存档备份，存于）
- （英文） Human Powered Helicopters
- （英文） Human Powered Helicopter （页面存档备份，存于）
- （英文） Welcome to the Gamera Human-Powered Helicopter Project （页面存档备份，存于）
- （英文） Video: Two Human-Powered Helicopter Teams Fly in One Week （页面存档备份，存于）
- （俄文） В Канаде создали первый достойный приза Сикорского педальный вертолет （页面存档备份，存于）